# Mouvements séparatistes au Portugal
 (septembre 2016).
Améliorez-le ou discutez des points à vérifier. 
Les mouvements séparatistes au Portugal prêchent pour l'émancipation et la séparation de certaines régions du Portugal, particulièrement ultramarines. Généralement, ces mouvements sont basés sur le concept de l'autodétermination des peuples.

## Principaux Mouvements séparatistes
- FLAMA  (Frente de Libertação do Arquipélago da Madeira) : Mouvement pour l'indépendance de l'île de Madère en ce qui concerne le Portugal. Le Flama a mené des actions armées dans les années 1974-1976. L'un de ses plus célèbres activistes a été le président en exercice du gouvernement de la Région de Madère, Alberto João Jardim, également dirigeant local du PSD (Parti social-démocrate).
- Partido Socialista Democrático Autónomo Madeirense : mouvement à Madère.
- Frente de Libertação dos Açores (FLA) : Mouvement pour l'indépendance à l'égard de l'archipel des Açores au Portugal. La FLA a mené des actions violentes au cours de l'année 1975.
- Partido Autónomo Socialista Açoriano : mouvement d'indépendance des Açores.
- Partido Nacionalista Açoriano : mouvement d'indépendance des Açores.
- Partido independente Federalista Açoriano : mouvement d'indépendance des Açores.
- Partido Democrático do Atlântico : lutte pour une plus large autonomie des régions autonomes portugaises (Açores et Madère).

## Cadre juridique
- Loi sur les partis politiques de la République portugaise, loi sur les organisations politiques n.º2/2003 de 22 août[1]
- Article 9 (Caractère national) ::« ne peut se constituer partis politiques, de par son nom ou dans un but précis, ou dans des ambitions régionale »